# Mimongo
Mimongo är en ort i Gabon. Den ligger i provinsen Ngounié, i den centrala delen av landet, 300 km sydost om huvudstaden Libreville. Antalet invånare är 2 139.